# OM Group
OM Group, Inc. war ein US-amerikanischer Spezialchemikalienhersteller mit Hauptsitz in Cleveland, Ohio, USA und Produktionsstätten in Europa, Asien und Amerika. Das Unternehmen war an der New Yorker Börse gelistet und hatte vor Übernahme der Vacuumschmelze ca. 2900 Mitarbeiter. OMG Kokkola Chemicals OY in Kokkola, Finnland war im Jahre 2010, mit einer  Menge von 9299 Tonnen, der weltweit größte Hersteller für Cobalt.

## Gründung und Firmengeschichte
OM Group wurde 1991 durch den Zusammenschluss der amerikanischen Mooney Chemicals, Inc. mit Outokumpu's Kokkola Chemicals Oy in Finnland und Vasset, S.A. in Frankreich als Outokumpu Mooney Group gegründet. 1993 brachte Outokumpu 96 % der Gruppe an die Börse, 4 %  blieben im Besitz von James Mooney.
2007 verkündete Joseph M. Scaminace einen langfristigen Wachstumsplan durch Produktinnovationen und taktische und strategische Akquisitionen:
- Ausbau der Kompetenzen bei Teilchenkontrolle und Oberflächenmodifikationen sowie bei hochreinen, funktionellen organischen und anorganischen Produkten.
- Erweiterung des bestehenden Absatzmarkts und des Kundenstamms in benachbarte Märkte.
- Erweiterung des Produktportfolios und der Technologien in den Bereichen portable power („tragbare Energie“), electronic chemicals (Chemikalien für die Elektronikindustrie), catalysts (Katalysatoren) und Advanced Materials.

### Meilensteine
1996: Kauf der Firma SCM Metal Products Inc.

2000: Kauf des Nickelwerks von Outokumpu in Harjavalta Finnland

2000: Übernahme der Metallorganiksparte von Rhodia

2001: Übernahme der Degussa Metals Catalysts Cerdec AG (dmc2)

2003: Verkauf der Edelmetallgruppe, inklusive dmc2 an die belgische Umicore

2006: Verkauf der Nickel-Aktivitäten an Norilsk Nickel

2006: Übernahme von Plaschem Specialty Products Pte Ltd

2007: Erweiterung der Kooperation mit der Firma QuantumSphere, Inc.

2007: Übernahme des Additivherstellers Borchers GmbH von der Firma Lanxess

2007: Übernahme der Elektronik Sparte von Rockwood Holdings, Inc.

2009: Übernahme des Batterieherstellers EaglePicher Technologies, LLC von EaglePicher Corporation

2012: Übernahme der Firma Vacuumschmelze von One Equity Partners

2011: Übernahme der Firma Rahu Catalytics Limited von Unilever Ventures and Management.

2013: Verkauf der Cobalt-Refiningaktivitäten in Kokkola, Finnland an ein Joint Venture von Freeport-McMoRan (56 %), Lundin Mining (24 %) und Gécamines (20 %). Das Unternehmen wurde in Freeport Cobalt umbenannt.
Ende 2015 wurde die restlichen Unternehmensteile der OM Group von Apollo Global Management übernommen. Dabei wurde OM Group privatisiert (von der Börse genommen) und die Sparten Photomasken und Elektronikmaterialien unmittelbar an Platform Specialty Products verkauft. Die drei noch verbleibenden Geschäftsbereiche Vacuumschmelze, EaglePicher Technologies und Borchers verblieben bei Apollo und die Gruppe wurden 2015 in VECTRA umbenannt.

## Geschäftsbereiche und Märkte (2011)
| Geschäftsbereich             | Endmärkte |
| ---------------------------- | --- |
| Magnetic Technologies (34 %) | - Industrial - Automotive Systems - Renewable Energy - Electronic Devices - Other                            |
| Advanced Materials (34 %)    | - Mobile Energy Storage - Construction & Mining - Industrial - Renewable Energy - Automotive Systems - Other |
| Specialty Chemicals (25 %)   | - Electronic Devices - Construction & Mining - Industrial - Automotive Systems - Other                       |
| Battery Technologies (7 %)   | - Defense - Aerospace - Medical                                                                              |

## Produktionsstandorte
|         | Advanced Materials                              | Specialty Chemicals                                                                                  | Battery Technologies   | Vacuum- schmelze                          |
| ------- | ----------------------------------------------- | --- | ---------------------- | ----------------------------------------- |
| Amerika | Franklin, USA                                   | Belleville, Kanada Franklin, USA Los Gatos, USA Maple Plain, USA Fremont, USA                        | Plano, USA Joplin, USA |                                           |
| Asien   |                                                 | Kuching, Malaysia Zhongli City, Taiwan Suzhou, China Wuzhong District, Suzhou                        |                        | Shenyang, China Pekan, Malaysia           |
| Europa  | Kokkola, Finnland (bis 2013) Lumbumbashi, Kongo | Castres, Frankreich Glenrothes, Schottland Riddings, GB St Cheron, Frankreich St Fromond, Frankreich |                        | Hanau, Deutschland Horná Streda, Slowakei |